# Bocksee (Langwedel)
Der Bocksee ist ein See im Kreis Rendsburg-Eckernförde im deutschen Land Schleswig-Holstein nördlich der Ortschaft Langwedel. Der See ist etwa zwei Hektar groß.